# Супербоул XX
Супербоул XX(англ. Super Bowl XX) — 20-й матч Супербоула, решающая игра Национальной футбольной лиги в сезоне 1985 года. Матч прошёл 26 января 1986 года на стадионе «Луизиана Супердоум» в городе Новый Орлеан (штат Луизиана, США).
В матче получили право играть лучшая команда Американской футбольной конференции — «Нью-Ингленд Пэтриотс» и Национальной футбольной конференции — «Чикаго Беарз». Для обеих команд это было первое участие в Супербоулах. «Медведи», доминировавшие весь сезон в лиге, сумели одержать уверенную победу 46-10. Ричард Дент был признан самым ценным игроком матча.

## Трансляция
В США игру транслировал NBC. Супербоул транслировался в Канаде на CTV, Мексике и Великобритании.

## Ход матча
ПЕРВАЯ ПОЛОВИНА
В начале первой четверти, команды обменялись филд голами. За полторы минуты до конца четверти, Чикаго оформляет филд гол, а через минуту тачдаун. В середине второй четверти, «Беарз» заносит второй тачдаун в игре. Когда время первой половины истекло, Чикаго увеличил лидерство филд голом. Счет к перерыву был 23-3 в пользу «Беарз».
ВТОРАЯ ПОЛОВИНА
В середине третьей четверти два тачдауна (в том числе перехват мяча и возврат в тачдаун на 28 ярдов) от Чикаго делают счет 37-3 в пользу Чикаго. Затем Чикаго оформит ещё один тачдаун. В четвёртой четверти, Нью-Ингленд сделает бесполезный тачдаун, а за пять минут до конца матча, защита Чикаго заработает два очка, захватив и уронив квотербека в его энд-зоне для сэйфти.
Супербоул XX: Чикаго Беарз 46, Нью-Ингленд Пэтриотс 10
|                | 1  | 2  | 3  | 4 | Финал |
| -------------- | -- | -- | -- | - | ----- |
| Чикаго (НФЛ)   | 13 | 10 | 21 | 2 | 46    |
| Пэтриотс (АФК) | 3  | 0  | 0  | 7 | 10    |

на поле Луизиана Супердоум , Новый Орлеан, штат Луизиана.
- Дата : 26 января 1986 г.
- Погода в игре : 21 ° C (70℉), крыша закрыта

CHI-Чикаго, NE-Нью-Ингленд, ЭП-Экстрапоинт
■ Первая четверть:
- 13:41-NE-36-ярдовый филд гол, Нью-Ингленд повел 3-0
- 9:20-CHI-28-ярдовый филд гол, ничья 3-3
- 1:26-CHI-24-ярдовый филд гол, Чикаго повел 6-3
- 0:23-CHI-11-ярдовый тачдаун+ЭП, Чикаго ведет 13-3

■ Вторая четверть:
- 7:24-CHI-2-ярдовый тачдаун+ЭП, Чикаго ведет 20-3
- 0:00-CHI-24-ярдовый филд год, Чикаго ведет 23-3

■ Третья четверть:
- 7:22-CHI-1-ярдовый тачдаун+ЭП, Чикаго ведет 30-3
- 6:16-CHI-перехват в тачдаун на 28 ярдов+ЭП, Чикаго ведет 37-3
- 3:22-CHI-1-ярдовый тачдаун+ЭП, Чикаго ведет 44-3

■ Четвёртая четверть:
- 13:14-NE-8-ярдовый тачдаун+ЭП, Чикаго ведет 44-10
- 5:36-CHI-сэк квотербека в его энд-зоне для сейфти, Чикаго ведет 46-10